# Chris Haney (Trivial Pursuit)
Pour les articles homonymes, voir Chris Haney.

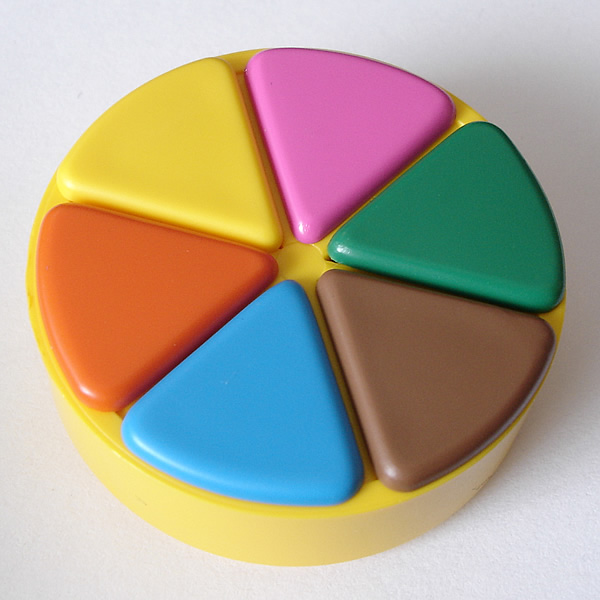
Un pion de jeu Trivial Pursuit avec les six quartiers remplis.

Chris Haney, né le 9 août 1950 et mort le 31 mai 2010, est un journaliste canadien et le co-créateur du jeu de société Trivial Pursuit avec Scott Abbott.

## Jeunesse
Chris Haney est né le 9 août 1950 à Welland, Ontario. Il a fréquenté un lycée à Hamilton, en Ontario, mais a abandonné l'école à l'âge de 17 ans, une décision qu’il a ensuite regrettée, affirmant qu’il aurait dû arrêter plus tôt. Son père travaillait pour l’agence de presse La Presse canadienne et l’a aidé à obtenir un poste de garçon de courses dans cette entreprise. Il a ensuite été engagé par The Montreal Gazette après avoir travaillé au service photo à Montréal et à Ottawa.

## Carrière
Haney travaillait comme éditeur photo au Montreal Gazette lorsqu’il rencontra Scott Abbott en décembre 1975, alors qu’il avait été affecté à la couverture des Jeux olympiques d'été de 1976 à Montréal. Les deux ont conçu le jeu le 15 décembre 1979, après une partie de Scrabble qui les a amenés à réfléchir à une nouvelle alternative. Haney a eu l'idée d’un jeu basé sur les connaissances autour d'une bière. En moins d’une heure, Haney et Abbott avaient esquissé le jeu sur quelques feuilles de papier, avec son plateau circulaire à six branches et ses différentes catégories. En se faisant passer pour des journalistes, ils assistèrent à un salon du jouet à Montréal et en revinrent avec des informations précieuses obtenues auprès d’experts du secteur.
Haney espérait que le jeu lui permettrait de gagner assez d’argent pour voyager en Espagne et en Europe. Après avoir fait appel au frère de Haney et à un ami pour les rejoindre, le groupe chercha des investisseurs et réussit à lever 40 000 $ auprès de 32 personnes. Haney dissuada sa mère d’investir, craignant de lui faire perdre son argent. Il partit ensuite en Espagne, où il passa de longues journées à rédiger les questions du jeu.
Le jeu Trivial Pursuit fut déposé le 10 novembre 1981, et 1 100 exemplaires furent mis en vente ce mois-là au prix de 15 $. La société qu’ils créèrent pour le commercialiser, Horn Abbot, perdit de l’argent sur chaque exemplaire, chacun coûtant 75 $ à fabriquer. Les ventes commencèrent lentement, et ni Abbott ni Haney ne suscitèrent d’intérêt lors des salons professionnels au Canada et aux États-Unis. Le bouche-à-oreille finit par faire décoller le jeu, qui atteignit 800 millions $ de ventes en 1984.
En 1988, Selchow and Righter obtint une licence pour exploiter le jeu. Les droits furent ensuite rachetés en 2008 par Hasbro pour 80 millions $ US.
Rien qu’en 1984, 20 millions d’exemplaires furent vendus. Au moment de sa mort, plus de 100 millions d’exemplaires du jeu avaient été écoulés dans 26 pays et traduits en 17 langues, pour un chiffre d’affaires cumulé estimé à plus d’un milliard de dollars,,.
Haney est décédé à Toronto à l’âge de 59 ans, le 31 mai 2010, après une longue maladie. Il avait une femme, Hiam, ainsi que trois enfants.